# Women's United Soccer Association
La Women's United Soccer Association (WUSA) est une ligue américaine de soccer féminin professionnel. Fondée en février 2000, elle commence sa première saison en avril 2001 avec huit franchises. La WUSA cesse ses activités après sa troisième saison, le 15 septembre 2003.

## Histoire
En proposant un statut professionnel aux joueuses, la WUSA attire à elle des footballeuses de talent du monde entier. Citons les Chinoises Sun Wen et Bai Jie, les Allemandes Birgit Prinz, Conny Pohlers et Maren Meinert, les Norvégiennes Hege Riise et Dagny Mellgren, les Brésiliennes Sissi, Katia Da Silva et Pretinha, les Canadiennes Charmaine Hooper et Karina LeBlanc, la Mexicaine Maribel Dominguez, la Japonaise Homare Sawa, l'Écossaise Julie Fleeting, l'Australienne Cheryl Salisbury, la Française Marinette Pichon et l'Anglaise Kelly Smith.
Malgré le plateau proposé, les recettes sont nettement insuffisantes pour couvrir les coûts, même après une réduction de 30 % des salaires lors de la troisième saison. La WUSA met ainsi terme à son existence après trois saisons pour des raisons financières.

## Les franchises
- Atlanta Beat
- Boston Breakers
- Carolina Courage
- New York Power
- Philadelphia Charge
- San Diego Spirit
- San Jose CyberRays (rebaptisée Bay Area CyberRays en 2001)
- Washington Freedom

## Palmarès
- 2001 Bay Area CyberRays 3-3 (t.a.b. : 4-2) Atlanta Beat à Foxboro, MA
- 2002 Carolina Courage 3-2 Washington Freedom à Atlanta, GA
- 2003. Washington Freedom 2-1 (a.p.) Atlanta Beat à San Diego, CA